# Canton de Longeau-Percey
Le canton de Longeau-Percey est une ancienne division administrative française située dans le département de la Haute-Marne et la région Champagne-Ardenne.

## Géographie
Ce canton était organisé autour de Longeau-Percey dans l'arrondissement de Langres. Son altitude variait de 274 m (Chalindrey) à 522 m (Aprey) pour une altitude moyenne de 375 m.

## Histoire
Le canton s'appelait "Le Vallinot"" auparavant.

## Représentation

### Conseillers d'arrondissement (de 1833 à 1940)
| Période                                  | Période      | Identité                           | Étiquette   | Qualité |
| ---------------------------------------- | ------------ | ---------------------------------- | ----------- | --- |
| 1833                                     | 1848         | Pierre Humblot-Boudard (1780-1856) |             | Juge de paix, propriétaire à Noidant-Chatenoy, puis Procureur à Langres                                     |
|                                          |              |                                    |             | |
| 1889                                     | 1900 (décès) | Mammès-Théophile Petit (1835-1900) | Républicain | Docteur médecin, maire de Longeau                                                                           |
| 1900                                     | 1919         | Jules-Charles Girardin             | Républicain | Maire de Cohons                                                                                             |
| 1919                                     | 1925         | Zacharie-Paul Mougeot              | Rad.        | Vétérinaire à Chalindrey                                                                                    |
| 1925                                     | 1934         | Auguste Jolliot                    | Droite      | Propriétaire, maire de Bourg                                                                                |
| 1934                                     | 1940         | Edmond Gérouville                  |             | Entrepreneur, maire de Villegusien                                                                          |
| 1940                                     |              |                                    |             | Les conseils d'arrondissement ont été suspendus par la loi du 12 octobre 1940 et n'ont jamais été réactivés |
| Les données manquantes sont à compléter. |              |                                    |             | |

### Conseillers généraux de 1833 à 2015
| Période | Période      | Identité                                                     | Étiquette                      | Qualité |
| ------- | ------------ | ------------------------------------------------------------ | ------------------------------ | --- |
| 1833    | 1839         | Xavier de Régel                                              |                                | Officier supérieur d'état-major retraité Propriétaire à Perrogney                                                             |
| 1839    | 1868 (décès) | Thomas Moreau du Breuil de Saint-Germain                     | Droite                         | Propriétaire, juge suppléant au Tribunal civil de Langres                                                                     |
| 1869    | 1919 (décès) | Albert Moreau du Breuil de Saint-Germain (fils du précédent) | Droite puis Républicain rallié | Grand propriétaire, ancien Sous-Préfet Député (1871-1876 et 1889-1893)                                                        |
| 1919    | 1925         | Gaston Maillefert                                            | Républicain                    | Médecin à Chalindrey |
| 1925    | 1931         | Zacharie-Paul Mougeot                                        | Républicain radical            | Médecin vétérinaire à Chalindrey, conseiller d'arrondissement                                                                 |
| 1931    | 1940         | Gaston Maillefert (1877-1950)                                | URD-PSF PPF                    | Médecin à Chalindrey Membre de la Commission administrative départementale (1941-1943) Nommé conseiller départemental en 1943 |
|         |              |                                                              |                                | |
| 1945    | 1949         | Louis Baillet                                                | RGR                            | Agriculteur à Chameroy |
| 1949    | 1977 (décès) | Jean Fonty                                                   | MRP puis dvd puis UDR          | Boulanger, cultivateur Maire du Pailly                                                                                        |
| 1977    | 1998         | René Oudot                                                   | UDF-Radical                    | Agriculteur Maire de Villegusien-le-Lac                                                                                       |
| 1998    | 2011         | Guy Durantet                                                 | dvd                            | Instituteur spécialisé Maire d'Aujeurres Vice-Président du Conseil Général                                                    |
| 2011    | 2015         | Jean-François Edme                                           | PS                             | Consultant en informatique Maire délégué de Piépape                                                                           |

## Composition
Le canton de Longeau-Percey regroupait 24 communes et comptait 6 627 habitants (recensement de 1999 sans doubles comptes).
| Commune                 | Population Année | Superficie km² | Densité      | Code INSEE | Code Postal |
| ----------------------- | ---------------- | -------------- | ------------ | ---------- | ----------- |
| Aprey                   | 187 (2013)       | 15,72          | 12 hab./km²  | 52014      | 52250       |
| Aujeurres               | 83 (2013)        | 12,94          | 6 hab./km²   | 52027      | 52190       |
| Baissey                 | 201 (2013)       | 9,97           | 20 hab./km²  | 52035      | 52250       |
| Bourg                   | 153 (2013)       | 7,23           | 21 hab./km²  | 52062      | 52200       |
| Brennes                 | 136 (2013)       | 9,88           | 14 hab./km²  | 52070      | 52200       |
| Chalindrey              | 2.435 (2013)     | 20,03          | 122 hab./km² | 52093      | 52600       |
| Cohons                  | 255 (2013)       | 12,55          | 20 hab./km²  | 52134      | 52600       |
| Flagey                  | 86 (2013)        | 8,32           | 10 hab./km²  | 52200      | 52250       |
| Heuilley-Cotton         | 279 (2013)       | 10,09          | 28 hab./km²  | 52239      | 52600       |
| Heuilley-le-Grand       | 208 (2013)       | 12,22          | 17 hab./km²  | 52240      | 52600       |
| Leuchey                 | 90 (2013)        | 5,48           | 16 hab./km²  | 52285      | 52190       |
| Longeau-Percey          | 739 (2013)       | 7,48           | 99 hab./km²  | 52292      | 52250       |
| Noidant-Chatenoy        | 86 (2013)        | 5,21           | 17 hab./km²  | 52354      | 52600       |
| Orcevaux                | 107 (2013)       | 4,22           | 25 hab./km²  | 52364      | 52250       |
| Le Pailly               | 303 (2013)       | 7,21           | 42 hab./km²  | 52374      | 52600       |
| Palaiseul               | 58 (2013)        | 4,98           | 12 hab./km²  | 52375      | 52600       |
| Perrogney-les-Fontaines | 117 (2013)       | 14,79          | 8 hab./km²   | 52384      | 52160       |
| Rivières-le-Bois        | 74 (2013)        | 7,14           | 10 hab./km²  | 52424      | 52600       |
| Saint-Broingt-le-Bois   | 75 (2013)        | 4,49           | 17 hab./km²  | 52445      | 52190       |
| Verseilles-le-Bas       | 101 (2013)       | 1,58           | 64 hab./km²  | 52515      | 52250       |
| Verseilles-le-Haut      | 49 (2013)        | 2,83           | 17 hab./km²  | 52516      | 52250       |
| Villegusien-le-Lac      | 717 (2013)       | 29,94          | 24 hab./km²  | 52529      | 52190       |
| Villiers-lès-Aprey      | 47 (2013)        | 7,39           | 6 hab./km²   | 52536      | 52190       |
| Violot                  | 80 (2013)        | 4,27           | 19 hab./km²  | 52539      | 52600       |

## Démographie
| 1793  | 1876  | 1962  | 1968  | 1975  | 1982  | 1990  |
| ----- | ----- | ----- | ----- | ----- | ----- | ----- |
| 8 602 | 8 136 | 6 917 | 7 498 | 7 320 | 7 163 | 6 854 |

| 1999  | 2009  | 2010  | 2011  | 2012  | 2013  | 2014  |
| ----- | ----- | ----- | ----- | ----- | ----- | ----- |
| 6 627 | 6 802 | 6 773 | 6 746 | 6 823 | 6 666 | 6 652 |